# Ancylotrypa lateralis
Ancylotrypa lateralis is een spinnensoort uit de familie Cyrtaucheniidae. De soort komt voor in Zuid-Afrika.